# Borja Mateo
Borja Mateo Villa (Vizcaya - 1977) es un economista, abogado, escritor, traductor y experto inmobiliario español.

## Datos biográficos
Borja Mateo estudió Derecho económico en la Universidad de Deusto y en la Universidad de Viena finalizando sus estudios en el año 2000. Es economista, traductor e intérprete jurado de alemán en España y en el Estado Federado de Baden-Württemberg. Ha trabajado en bancos alemanes y aseguradores españolas especializándose en la concesión de créditos.

## Caídas de más del 50% en el precio de la vivienda en España 2006-2016

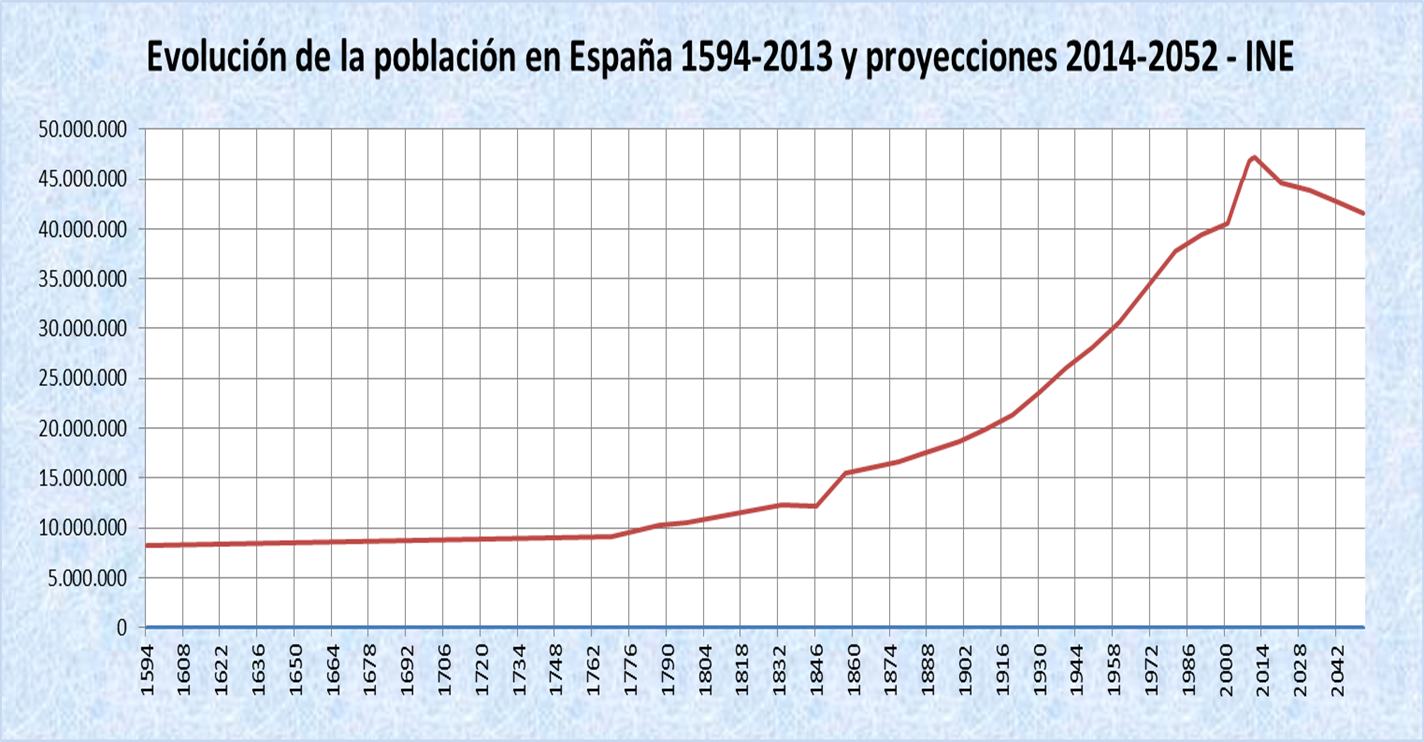
Evolución de la población en España 1594-2013 y proyecciones 2014-2052, Instituto Nacional de Estadística - INE, España.

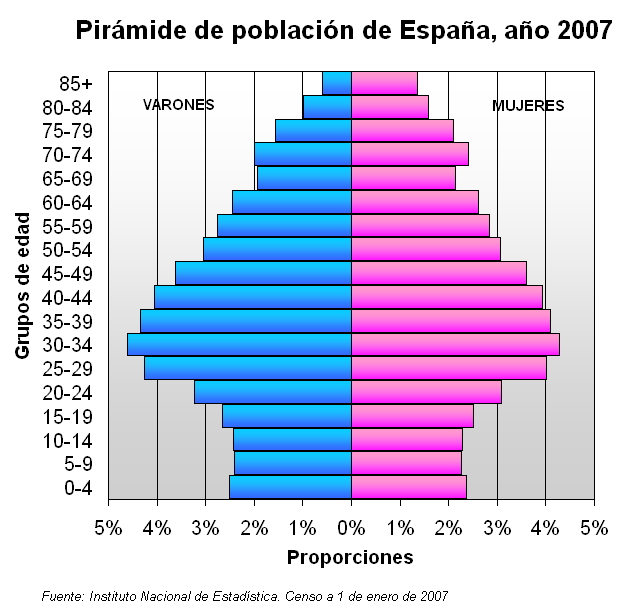
Pirámide de población de España en el año 2007. Ya en el año 2007 se manifiesta el descenso claro en el número de generaciones jóvenes, tradicionalmente demandantes de vivienda en España. Esta realidad demográfica supondrá, por primera vez en España, una suficiencia de bienes inmuebles para satisfacer las necesidades de vivienda.

Según las previsiones realizadas en 2013 por Borja Mateo la bajada del precio de compra de vivienda en España será finalmente entre un 65 y 70% en grandes zonas urbanas, y entre un 80-85% en zonas turísticas respecto al pico de 2006-2007. La realidad contradice las previsiones de este "experto", y a finales de 2014 el precio de los pisos no sólo no ha bajado, sino que ha experimentado una ligera subida. Mateo continúa diciendo que las bajadas continuarían al menos hasta 2015 o 2017 a pesar de que la realidad insiste en desmentirle. La bajada radical de precios estaría también considerada por el Catedrático de economía José García Montalvo -Universidad Pompeu Fabra- que señala que los precios en 2012 todavía deberían reducirse un 35,4% para volver a los niveles de largo plazo y que la bajada total desde el máximo pico, establecido por García Montalvo en 2008, rondará finalmente el 53,3%. Los factores principales que inciden en la bajada del precio de la vivienda en España son los siguientes.

### Falta de crédito: crack inmobiliario y prolongación de la crisis financiera en España
Para Borja Mateo existirían razones para confirmar que el precio de la vivienda en España comenzó su descenso desde el año 2006 en precios reales y continuará durante bastante años, al menos hasta el año 2015 o 2016. Ante esta situación de crack inmobiliario Borja Mateo recomienda a los compradores esperar al fin de la caída y en todo caso alquilar y a los propietarios vender cuanto antes o poner en el mercado de alquiler sus propiedades. Aunque la caída en el precio de la vivienda habría comenzado en 2006 pronosticaba para 2013 las mayores bajadas en el precio de la vivienda y, augura, continuarán esas bajadas algunos años más. El número de hipotecas comenzó a descender en 2006 y no ha parado su descenso llegándose a una caída del 32% en 2012 respecto a 2011. En marzo de 2014 volvían a caer el número de firma de hipotecas sobre viviendas sumando 45 meses a la baja.
La prolongación de la crisis financiera en España acentuaría la dificultad para conseguir crédito repercutiendo en la crisis económica y generando un alto desempleo. Según Hans-Werner Sinn, presidente del think tank alemán IFO la crisis en España podía prolongarse hasta 2023. Para el economista Santiago Niño Becerra la crisis no acabará hasta 2020.

### Exceso de oferta: gran stock de viviendas en España
España podría tener viviendas para los próximos 15 años ya que a las viviendas nuevas construidas habría que sumar las viviendas vacías de segunda mano, un total de 5,68 millones de viviendas, en un contexto previsible de descenso paulatino de la población en España.

### Reducción de la demanda de viviendas: descenso de población y altísimo desempleo en España
El aumento de población de los últimos años 2000-2011 habría estado causado básicamente por la inmigración, sin embargo los últimos datos así como las tendencias demográficas actuales -una población joven mucho menos numerosa que en anteriores generaciones, regreso significativo de emigrantes a sus países de origen, emigración de jóvenes españoles, bajada de la natalidad- llevarían inexorablemente a España a perder población paulatinamente, aunque no de la misma manera en todas las Comunidades ni en todas las localidades. En 2013 según el INE, la población de España disminuyó en 113.902 personas durante 2012 y se situó en 46.704.314 habitantes. En enero de 2014 la población oficial de 46.507.760 habitantes.
El aumento del desempleo en España y la consiguiente pérdida de poder adquisitivo y la dificultad insalvable para solicitar préstamos acentúa la disminución de demanda de vivienda. El paro registrado en las oficinas del INEM fue en febrero de 2013 de 5.040.222. Las cifras de la EPA e INEM son distintas ya que no todos los desempleados se inscriben en las oficinas del INEM. En 2012 la Tasa de Paro en España, según la Encuesta de Población Activa (INE) del 4º trimestre de 2013 alcanzó la cifra de 5.965.400 -el 26% de la población activa española-

### Precios sobrevalorados: sobretasación inmobiliaria, inmobiliarias zombis y banco malo en España
En general el precio de la vivienda en España estaría sobretasado. Las tasadoras habrían inflado el valor de los pisos en favor de la banca ya que, entre otras cosas, estarían ligadas empresarialmente a los bancos. Además la prolongación de medidas legales excepcionales por parte de los gobiernos de Zapatero y Rajoy -permitiendo que empresas inmobilirias no contabilizaran pérdidas- ha evitado que numerosas empresas del sector inmobiliario entren en situación de concurso de acreedores lo que está retrasando y ralentizando el inevitable ajuste del sector inmobiliario. Para Borja Mateo la creación del Banco malo (Sareb), controlado por los bancos, prolongará el ajuste ya que ofrecerán sus activos, ahora que están avalados por el gobierno, a precios todavía superiores a los de mercado para proteger los activos inmobiliarios que los bancos todavía tienen. Sin embargo esta estrategia tendría una duración relativa en el tiempo y puede prolongar más años el ajuste de precios.

### Fin de las desgravaciones fiscales por compra de vivienda desde 2013 en España
Para Borja Mateo el fin de las desgravaciones fiscales a la compra de la vivienda a partir del 1 de enero de 2013 influirá en la bajada de precios de la vivienda. Para Mateo la desgravación por adquisición de vivienda habría sido uno de los males de la economía española ya que se producía una inflación totalmente artificial de los pisos.

## Publicaciones

### Libros
- 2012 - Borja Mateo, Cómo sobrevivir al crack inmobiliario. Guía útil para vendedores-compradores y caseros-inquilinos, Editorial Manuscritos, ISBN 978-84-92497-97-3, 248 págs.[31]
- 2010 - Borja Mateo, La verdad sobre el mercado inmobiliario español. Claves para comprar y alquilar barato en 2010-2015, Editorial Manuscritos, ISBN 978-84-92497-59-1, 452 págs.[32]

### Artículos de prensa
- Artículos de Borja Mateo - Blog de Borja Mateo, en VoxPopuli Archivado el 23 de julio de 2012 en Wayback Machine.

- El superciclo inmobiliario, Borja Mateo, 29/1/2013 Archivado el 4 de marzo de 2013 en Wayback Machine.
- ¿Cuánto han bajado ya los precios de los pisos?, 5/11/2012 Archivado el 13 de febrero de 2013 en Wayback Machine.